# ورخنی کاتروخ
ورخنی کاتروخ (به لاتین: Verkhny Katrukh) یک منطقهٔ مسکونی در روسیه است که در داغستان واقع شده‌است.